# Vincente Minnelli
Vincente Minnelli (n. 28 februarie 1903 - d. 25 iulie 1986) a fost un regizor de teatru, regizor de film din Statele Unite ale Americii.  A primit Premiul Oscar pentru cel mai bun regizor, Directors Guild of America Award.

## Filmografie
- 1942 Panama Hattie (nemenționat)
- 1943 Cabin in the Sky
- 1943 I Dood It
- 1944 Întâlnește-mă la St. Louis (Meet Me in St. Louis)
- 1945 Doar 24 de ore (The Clock)
- Yolanda and the Thief (1945)
- Ziegfeld Follies (1945)
- Undercurrent (1946)
- Till the Clouds Roll By (1946) (segmentele Judy Garland)
- The Pirate (1948)
- Madame Bovary (1949)
- Father of the Bride (1950)
- Father's Little Dividend (1951)
- An American in Paris (1951)
- Lovely to Look At (1952) (secvențele cu prezentarea de modă)
- The Bad and the Beautiful (1952)
- The Story of Three Loves (1953) (segment "Madamoiselle")
- 1953 Orchestra ambulantă (The Band Wagon)
- 1954 The Long, Long Trailer
- 1954 Brigadoon
- 1955 The Cobweb
- 1955 Kismet
- 1956 Lust for Life
- 1956 Ceai și simpatie (Tea And Sympathy)
- 1957Designing Woman
- The Seventh Sin (1957) (nemenționat)
- Gigi (1958)
- The Reluctant Debutante (1958)
- Some Came Running (1958)
- Home from the Hill (1960)
- Bells Are Ringing (1960)
- 1962 Cei patru cavaleri ai apocalipsului (Four Horsemen of the Apocalypse)
- 1962 Două săptămâni într-un alt oraș (Two Weeks in Another Town)
- 1963 The Courtship of Eddie's Father
- 1964 Adio, Charlie (Goodbye Charlie)
- 1965 Cavalerul nisipurilor (The Sandpiper)
- 1970 Melinda (On a Clear Day You Can See Forever)
- 1976 Nina (A Matter of Time)